# Bartolomeo Rusca
Bartolomeo Rusca (Arosio, 1680 – Madrid, 12 luglio 1745) è stato un pittore svizzero-italiano.

## Biografia
Dopo aver lavorato esclusivamente nel Malcantone, lasciandovi, ad Arosio, gli affreschi della chiesa parrocchiale di San Michele (1709), si spostò a Piacenza, dove era stato chiamato da nobili locali per affrescare e ornare i palazzi, un ambito nel quale continuò a lavorare per venti anni. Negli stessi anni, tuttavia, non disdegnava il ritorno in patria, dove lavorò ad Arosio, a Gravesano, dove decorò l'oratorio di Cimaronco, a Gentilino (dove si occupò dell'ossario della chiesa di Sant'Abbondio) e a Lugano, dove curò le decorazioni del palazzo dei Conti Riva (noto come Palazzo Riva di Cioccaro). 
Nel 1734, quando Andrea Procaccini morì, il marchese Scotti, ottenuto l'assenso della regina Elisabetta Farnese, lo chiamò a Madrid come pittore della corte di Spagna. Nella capitale spagnola e a Segovia affrescò i palazzi della famiglia reale e la chiesa di San Miguel, collaborando fra gli altri con Giacomo Bonavia e Bartolomeo Sermini, col quale aveva già avuto modo di lavorare a Piacenza.

## Opere
Quello che segue è un elenco non esaustivo delle opere di Bartolomeo Rusca:
- Arosio, chiesa di San Michele, cappella della Vergine del Rosario,  affreschi (1709).
- Soncino, chiesa di san Giacomo, cappella di San Domenico di Guzmán, affreschi (1709).
- Arosio, chiesa di San Michele, cappella della Vergine del Rosario, dieci ovali (1714).
- Castelrotto, chiesa di San Nazzaro, affresco Battesimo nel Giordano (primo quarto del Settecento).
- Castelrotto, chiesa di San Nazzaro, cappella di san Giuseppe, affresco Santi Giuseppe e Giacobbe (1718-1719).
- Osogna, chiesa dei Santi Felino e Gratiniano, affreschi dedicati alla vita di San Felino e San Gratiniano, Fede, Speranza e Carità e la tela Annunciazione (1719).
- Fiorenzuola Palazzo Bertamini Lucca, cicli di affreschi con soggetti vari, fra i quali soggetti ispirati a Le metamorfosi di Ovidio (1723-1725).
- Piacenza, chiesa di San Giovanni in Canale, affresco Madonna del Rosario (1725).
- Piacenza, Palazzo Mischi di Costamezzana, affresco (1726).
- Piacenza, Palazzo Casati Rollieri, affreschi (1727).
- Piacenza, Palazzo Malvicini Fontana di Vicobarone Fogliani, affreschi.
- San Giorgio Piacentino, Castello di Montanaro dei Conti Marazzani Visconti,affreschi (1727).
- Crema, Palazzo Bondenti-Terni, affresco "Apoteosi Nicolò Bondenti" (1728)
- Arosio, oratorio della Madonna di Cimaronco, affreschi Annunciazione, Dio Padre, Colomba dello Spirito Santo, Angeli musicanti e Incarnazione (1730).
- Verdabbio, chiesa di San Pietro, affreschi che rappresentano i Quattro Evangelisti (1731).
- Piacenza, Palazzo Morando, affresco Mercurio e Paride (1732)
- Piacenza, chiesa di Santa Teresa, affreschi (1732).
- Trevozzo, chiesa, pala d'altare (1733).
- Agno, chiesa dei Santi Giovanni Battista e Provino, tela Sant'Antonio Abate (1734).
- Gaggio, oratorio di Santa Maria Immacolata, affresco Immacolata Concezione (1740).
- Segovia, Palazzo Reale della Granja de San Ildefonso, affreschi Apollo che uccide il serpente Pitone, Le Ore che guidano il carro del Sole trainato da cavalli bianchi, Perseo dilaniato dalle baccanti, Caduta di Fetonte, Sposalizio di Amore e Psiche, Venere che consegna le armi ad Enea, Caduta di Bellerofonte, La Giustizia e la Ragion di Stato, Africa e America, Europa e Asia, Ratto d'Europa, Ratto di Proserpina, Allegoria della conquista (1741-1744).
- Segovia, Palazzo Reale della Granja de San Ildefonso, affreschi Ercole bambino che strangola due serpenti, Il Valore coronato dalla Vittoria, Gloria del principe, Allegoria della Pace, Allegoria della Verità, Venere che riceve le armi forgiate da Vulcano per suo figlio Enea, con Giacomo Bonavia (1741-1744).